# Grote Scheldeprijs 1976
Il Grote Scheldeprijs 1976, sessantaduesima edizione della corsa, si svolse il 27 luglio per un percorso di 246 km, con partenza ed arrivo a Schoten. Fu vinto dal belga Frans Verbeeck della squadra Ijsboerke-Colnago davanti ai connazionali Roger De Vlaeminck e Freddy Maertens.

## Ordine d'arrivo (Top 10)
| Pos. | Corridore          | Squadra                          | Tempo    |
| ---- | ------------------ | -------------------------------- | -------- |
| 1    | Frans Verbeeck     | Ijsboerke-Colnago                | 5h45'50" |
| 2    | Roger De Vlaeminck | Brooklyn                         | s.t.     |
| 4    | Frans Van Looy     | Molteni-Campagnolo               | s.t.     |
| 5    | Jos Jacobs         | Ijsboerke-Colnago                | s.t.     |
| 6    | Eric Leman         | Zoppas-Splendor-Sinalco          | s.t.     |
| 7    | Marc Demeyer       | Flandria-Velda-W-VL Vleesbedrijf | s.t.     |
| 8    | Ludo Van Staeyen   | Maes Pils-Rokado                 | s.t.     |
| 9    | Willem Peeters     | Ijsboerke-Colnago                | s.t.     |
| 10   | Ludo Peeters       | Ijsboerke-Colnago                | s.t.     |
| 11   | Eric Van de Wiele  | Maes Pils-Rokado                 | s.t.     |